# Alexander Thomas Kaliyanil
Mons. Alexander Thomas Kaliyanil, SVD (* 27. května 1960 Vallamchira, Kérala, Indie) je indický katolický duchovní, arcibiskup Bulawaya v Zimbabwe.

## Životopis

### Studium
Pochází z rodiny indických katolických křesťanů. Základní vzdělání získal ve svém rodném městě a poté vstoupil do Menšího semináře řeholního společenství Steylerových misionářů – verbistů v Changanacherry. Své teologická a filosofická studia získal na Jnana Deepa Didyapeeth v Pune a také získal bakalářský titul z ekonomie na Univerzitě Mysore. Řeholní sliby složil roku 1987 a na kněze byl vysvěcen 7. května 1988 v kostele Panny Marie ve svém rodném městě Vallamchiře.

### Kněz
Jako člen Společnosti Božího Slova se stal od roku 1989 misionářem v Bulawayo. V této arcidiecézi se stal v letech 1990–1992 nejdříve farním vikářem ve farnosti Svatého kříže v Tshabalala. Poté byl povýšen na faráře ve farnosti Embakwe Mission, kde působil v letech 1992–1997. V letech 1997–2005 byl farářem ve farnosti Svatého Josefa v Tsholotsho. Zároveň byl i děkanem jižního a severního děkanátu. V letech 2005-2008 byl diecézním ekonomem. Od roku 2001 byl ex officio ředitelem Katolické rozvojové komise (Caritas Zimbabwe). Působil zároveň také jako kaplan univerzitních studentů v Bulawayo. Po třech letech kněžské služby ve farnosti byl roku 2008 zvolen představeným Verbistů v Zimbabwe.

### Biskup
20. června 2009 ho papež Benedikt XVI. ustanovil metropolitním arcibiskupem Bulawaya. Vystřídal tak politicky vyhraněného Pia Ncubeho, který na funkci arcibiskupa rezignoval v září 2007 kvůli obvinění z cizoložství. Po rezignaci Pia Ncubeho byl pověřen vedením bulawayošské arcidiecéze v období od 11. září 2007 do 20. června 2009 apoštolský administrátor z kongregace mariannhillských misionářů Martin Schupp, C.M.M. Toto pověření trvalo až do 20. června 2009, kdy byl Kaliyanil jmenován 3. bulawayošským arcibiskupem. Biskupské svěcení přijal 12. září 2009 z rukou arcibiskupa George Kocherryho, spolusvětiteli byli Robert Christopher Ndlovu, arcibiskup Harare a Martin Munyanyi, biskup Gweru.

## Vazby na Českou republiku
V souvislosti s připravovanou výstavou v Oblastním muzeu v Děčíně o jednom z jeho předchůdců, biskupovi Ignáci Arnožovi, podnikly v září 2021 afrikanistka Marie Imbrová a fotografka Ilona Rosenkrancová soukromou cestu do Bulawayo. Zde je 17. září 2021 je jako delegaci přijal osobně Kaliyanil. V jeho pracovně se nachází vzpomínková destička s nápisem Ignatius (Zdenek Jan) Arnoz. Bulawayský arcibiskup pak děčínským cestovatelkám zprostředkoval návštěvu misie v Empandeni, kde je hrob Ignáce Arnože. Po návratu z Empandeni 19. září 2021 byly jím obě cestovatelky pozvány na slavnostní mši svatou k 8. výročí povýšení katedrály v Bulawayo na baziliku. Přítomný byl také apoštolský nuncius, arcibiskup Paolo Rudelli z Harare. Oba arcibiskupové projevili veliký zájem o dokumentaci činnosti svého předchůdce, biskupa Arnože, a zároveň vyjádřili přání užší spolupráce s jeho rodným městem Děčín-Podmokly.